# Хаймерль, Антон
Антон Хаймерль (нем. Anton Heimerl; 15 февраля 1857 — 4 марта 1943) — австрийский ботаник, профессор ботанической систематики Венского университета.

## Научная деятельность
Хаймерль специализировался на папоротниковидных, водорослях и на семенных растениях. Занимался изучением растений семейства Никтагиновые — по мнению Карла фон Кайслера, был лучшим знатоком этого семейства. Антон Хаймерль внёс значительный вклад в ботанику, описав множество видов растений.

## Научные работы
- Schulflora für Österreich — A. Pichlers Witwe & Sohn, 1903 (переиздание: Hölder, Pichler, Tempsky, 1923).
- Flora von Brixen a. E. — Franz Deuticke, 1911.

## Почести
В честь Хаймерля Карлом Скоттсбергом был наименован хаймерлиодендроном один из видов бугенвиллеи, Pisonia brunoniana. 